# 弗里德里希·卡尔·冯·萨维尼

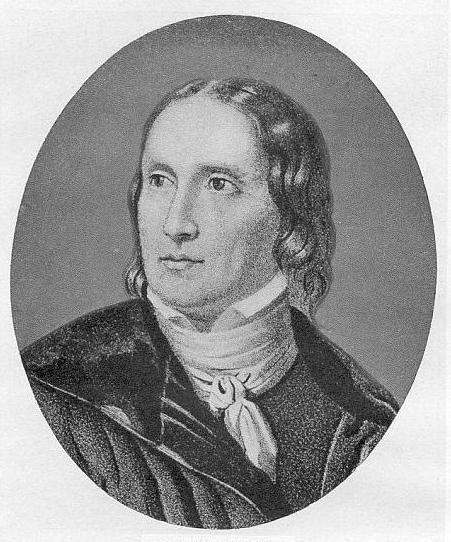
弗里德里希·卡尔·冯·萨维尼

弗里德里希·卡尔·冯·萨维尼（德語：Friedrich Carl von Savigny，1779年2月21日—1861年10月25日），生于美因河畔法兰克福市，德国著名的法学家和国王顾问，历史法学派的创始人。

## 生活
萨维尼出生于古老的洛林家族，萨维尼这个名字来源于萨维尼城堡（der Burg Savigny）这一地名。 
萨维尼13岁时父母双亡。1795年就读于马尔堡大学，主修法学，师从德国著名的刑法学家Anton Bauer（1772—1843），以及以研究中世纪法学而著称的Friedrich Weiss教授。此后，萨维尼又先后在耶拿大学、莱比锡大学、哥廷根大学就读过，1800年转而回到马尔堡大学学习，同年开始在那里被授予博士学位并被聘为编外讲师，讲授刑法和潘德克顿法学。格林兄弟是他的学生之一，这对他的后期学术发展有着一定的影响。
1803年萨维尼发表了著名的《财产法》。1804年与Kunigunde Brentano结婚。1808年在兰茨胡特被正式聘为教授，教授罗马民法，但萨维尼在那里只教授了三个学期。1810年萨维尼受到威廉·馮·洪堡的邀请到新成立的弗里德里希-威廉-柏林大学教授罗马法。1814年海德堡大学的蒂堡教授发表为一篇著名的论文，Über die Notwendigkeit eines allgemeinen bürgerlichen Rechts für Deutschland（关于一个一般的德意志民法的必要性）。同年，身为柏林大学校长的萨维尼发表著名的历史法学派经典著作，《论当代立法与法理学方面的使命》。同年他的儿子卡尔·弗里德里希·萨维尼出生，该子后来成为德国著名的外交家。
1815年萨维尼与Karl Friedrich Eichhorn等一起创建立历史法学派杂志社，作为历史法学派的机构。1815年出版《中世纪罗马法历史》第一册，1831年完稿。1817年萨维尼成为普鲁士司法部枢密院成员；1819年成为莱茵省高级法院的成员；1820年成为普鲁士政府地方法总则修改委员会成员；1835年开始撰写《现代罗马法体系》一书。
萨维尼同时是现代国际私法的创始人。1842年萨氏被弗里德里希威廉四世聘为政府法律审核部部长一职，期间中止了学术活动，1848年德国大革命时期恢复学术活动，并于1850年发表《法学札记》；1853年完成《现代罗马法体系》、《债权法》。
萨维尼于1861年10月25日于柏林去世。在萨维尼的葬礼上国王威廉一世致悼词，全部王子参加葬礼。他的坟墓安放在柏林市中心Hedwigskirche教堂。

## 著作
- 《财产法》 1803年
- 《论当代在立法和法理学方面的使命（德语：Vom Beruf unserer Zeit）》 1814年
- 《中世纪罗马法历史》 1831年
- 《现代罗马法体系》 8卷 1840- 1849
- 《法学札记》 1850年
- 《债权法》 1853年
- 《历史法学派杂志》 1815年到1850年